# نيكي لست
نيكي لست (بالألمانية: Niki List)‏ (و. 1956 – 2009 م) هو مخرج أفلام، وممثل، وكاتب سيناريو، ومنتج أفلام نمساوي، ولد في فيينا، توفي في فيينا، عن عمر يناهز 53 عاماً.

## وصلات خارجية
- نيكي لست على موقع IMDb (الإنجليزية)
- نيكي لست على موقع ألو سيني (الفرنسية)
- نيكي لست على موقع ميوزك برينز (الإنجليزية)
- نيكي لست على موقع أول موفي (الإنجليزية)
- نيكي لست على موقع قاعدة بيانات الأفلام السويدية (السويدية)
- نيكي لست على موقع قاعدة بيانات الفيلم (الإنجليزية)
- نيكي لست على موقع كينوبويسك (الروسية)